# Poecilia koperi
Poecilia koperi är en fiskart som beskrevs av Poeser 2003. Poecilia koperi ingår i släktet Poecilia och familjen Poeciliidae. IUCN kategoriserar arten globalt som livskraftig. Inga underarter finns listade i Catalogue of Life.